# Werner Bürki
Werner «Willy» Bürki (* 4. Juli 1909 in Worb, Kanton Bern; † 15. Februar 1979 in Bern) war ein Schweizer Ringer und Schwinger. Er wurde 1931 und 1933 Europameister im Freistilringen im Schwergewicht. 1934 wurde er in Bern Schwingerkönig.

## Werdegang
Werner Bürki, der in Sportlerkreisen nur «Willy» genannt wurde, wuchs auf dem elterlichen Bauernhof in Bümpliz auf. Er erlernte den Beruf eines Metzgers und war später bei der Stadt Bern angestellt. In Bümpliz begann er als Jugendlicher mit dem Schweizer Nationalsport Schwingen und parallel dazu auch mit dem Freistilringen. Beide Sportarten haben eine gewisse Ähnlichkeit, da jeweils Beinangriffe erlaubt sind.
Als Ringer gewann Werner Bürki mehrmals die Schweizer Meisterschaft im Halbschwergewicht und im Schwergewicht. 1931 startete er bei der Europameisterschaft in Budapest und gewann dort im Schwergewicht mit Siegen über Léon Charlier aus Belgien und Jószef Varga aus Ungarn den Titel. Bei den Olympischen Spielen 1932 in Los Angeles konnte er nicht an den Start gehen, da die Schweiz zu diesen Spielen aus Kostengründen nur eine kleine Mannschaft entsandte, für die er nicht berücksichtigt wurde. Bei der Europameisterschaft im Freistilringen 1933 in Paris gewann er im Schwergewicht erneut den Titel. Er besiegte dabei L. Ghevaert aus Frankreich und Léon Charlier.
1936 startete Werner Bürki bei den Olympischen Spielen in Berlin wieder im Schwergewicht. Er besiegte dort Georg Gehring aus Deutschland und Roy Dunn aus den Vereinigten Staaten, unterlag aber danach gegen Nils Åkerlindh aus Schweden und gegen Kristjan Palusalu aus Estland, was ihm einen sechsten Platz einbrachte.
Als Schwinger war Werner Bürki von 1931 bis 1945 aktiv. Der grösste Erfolg, den er dabei einheimste, war sein Sieg beim Eidgenössischen Schwing- und Älplerfest 1934 in Bern, wo er zu acht Siegen kam und den Titel eines Schwingerkönigs errang. 1940 wurde er in Solothurn zusammen mit Otto Marti Erstgekrönter.

## Internationale Erfolge als Freistilringer
| Jahr | Platz | Wettbewerb                      | Gewichtsklasse | Ergebnisse |
| 1931 | 1.    | Europameisterschaft in Budapest | Schwer         | nach Siegen über Léon Charlier, Belgien, und Jószef Varga, Ungarn                                                                              |
| 1933 | 1.    | Europameisterschaft in Paris    | Schwer         | nach Siegen über L. Ghevaert, Frankreich, und Léon Charlier                                                                                    |
| 1936 | 6.    | Olympische Spiele in Berlin     | Schwer         | nach Siegen über Georg Gehring, Deutschland, und Roy Dunn, USA, und Niederlagen gegen Nils Åkerlindh, Schweden, und Kristjan Palusalu, Estland |